# Міністерство чиновників Кореї
Міністе́рство чино́вників (кор. 吏曹, 이조, МФА: [idʑo]) — центральна урядова установа в Кореї пізнього середньовіччя і раннього нового часу. Одне з шести міністерств в урядовій системі династій Корьо та Чосон. Завідувала кадровими питаннями.

## Посади
| Ранг       | Посада                        | Особи |
| ---------- | ----------------------------- | ----- |
| 2 старший  | Міністр (判書, пхансо)        | 1     |
| 2 молодший | Віце-міністр (參判, чхампхан) | 1     |
| 3 старший  | Радник (參議, 참의)           | 1     |
| 5 старший  | Писар (正郞, 정랑)            | 3     |
| 6 старший  | Помічник (佐郞, 좌랑)         | 3     |